# Магомедова, Манаба Омаровна
Манаба Омаровна Магомедова (5 ноября 1928, с. Кубачи — 10 марта 2013, Махачкала) — известный художник по металлу. Член Союза художников СССР (1960) и России, народный художник Дагестана (1978), Народный художник Грузинской ССР (1985), заслуженный художник Российской Федерации (2003).
Долгие годы жила и работала в Тбилиси. Почётный гражданин Тбилиси (2010). По национальности — даргинка.
Восхищённый творчеством художницы, Расул Гамзатов писал о ней: «Невозможно вообразить, что её почти детские руки ковали и жгли металл. В созданных ею произведениях я вижу поэтическую мечту о совершенной красоте», ей он посвящал стихи.

## Биография
Родилась в семье потомственного златокузнеца. До 7 лет жила с бабушкой.
Большая часть жизни Манабы Магомедовой, с 1935 года, прошла в Тбилиси, где она соприкоснулась с древней грузинской культурой, которая оказала влияние на формирование её творческих взглядов. В свою очередь, став уже известным художником, она внесла значительный вклад в развитие современного прикладного искусства Грузии.
Учителями Манабы Магомедовой были дагестанские мастера Абдулжалил Ибрагимов (в 1938—1940) и Гаджи Киев (1948—1958), профессор Строгановского училища Фёдор Яковлевич Мушуков (в 1961—1965), народный художник СССР Ладо Гудиашвили, профессор Тбилисской академии художеств Давид Цицишвили.
В годы Великой Отечественной войны с 1942 по 1945 год, по мобилизации, работала в инструментальном цехе военного завода им. Камо в Тбилиси. С 1953 года мастер-гравер артели «Мхатвари» под руководством А. Джикия и М. Имедадзе. В 1953—1955 годах училась гравировка на курсах при шелкоотделочной фабрике им. Свердлова в Москве.

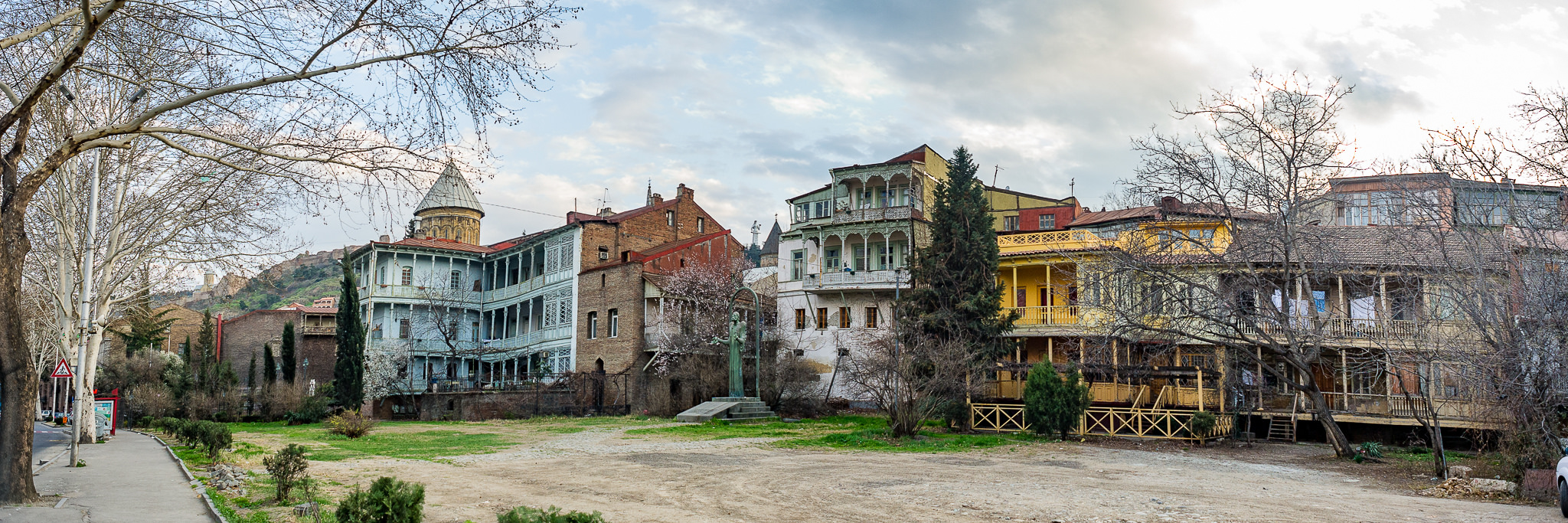
Застройка набережной Куры — район Тбилиси, где жила Магомедова

Долгие годы, с 1959 года, преподавала в Тбилисской академии художеств, воспитав целую плеяду своих последователей. Жила в старом городе, на набережной Куры. В последние годы работала консультантом в
художественных мастерских Патриархии Грузии.
За большой вклад в развитие грузинского искусства она удостоена звания народной художник Грузии, ордена Чести Грузии, её имя занесено в энциклопедии Грузии и г. Тбилиси.
В 2012 году награждена орденом «За заслуги перед Республикой Дагестан»
Скончалась в ночь с 10 на 11 марта 2013 года
Брат Манабы Магомедовой — лингвист, специалист по дагестанским языкам Александр Магомедов.

## Творчество
В своем творчестве Манаба Магомедова опирается на исторически сложившиеся традиции златокузнецов и чеканщиков Кавказа, но идет дальше, обогащая их, внося свежие и неожиданные решения в устоявшиеся представления о форме и композиции, орнаментике. Она много экспериментирует в разных техниках, возрождает некогда распространенные, но забытые техники (например, техника перегородчатой эмали). В её работах находят применение все виды обработки серебра и других металлов (монтировка, гравировка, чернение, инкрустация, насечка, чеканка, ковка, филигрань), а также различные виды художественной эмали (перегородчатая, выемчатая, сканная, живописная). Мастерски владея разнообразными техниками и каждый раз варьируя их, художник добивается воплощения идейного замысла, гармонии и красоты, что делает её работы подлинными произведениями искусства.
Диапазон работ Манабы Магомедовой необычайно широк: украшения (браслеты, кольца, ожерелья), оклады книг, утварь (кувшины, блюда, пиалы, кубки), оружие, декоративные люстры больших и малых форм (в том числе, для Русского театра в Махачкале). Её работы экспонировались на более ста престижных выставках, она представляла страну на международных симпозиумах и семинарах. Персональные выставки художника прошли в Москве, Махачкале, Тбилиси, Яблонец-над-Нисоу (Чехия), Рангуне, Алжире, Будапеште, Секешфехерваре (Венгрия), Стамбуле. Её работы отмечены наградами разных стран, она удостоена золотой, серебряной и бронзовой медалями ВДНХ СССР.
Произведения Манабы Магомедовой хранятся в 16 музеях страны (Государственный исторический музей, Оружейная палата, музей искусств Востока, музей этнографии в Санкт-Петербурге и других), музеях Грузии (Национальный музей Грузии, музей декоративно-прикладного искусства, музей искусств Грузии), музее А.Дюрера в Германии и в других зарубежных музеях и частных коллекциях.

Творчеству Манабы Магомедовой посвящены тематические музейные выставки, книги, буклеты, альбомы, комплекты открыток, календари, она единственный художник на Северном Кавказе, чьё творчество исследовано в иллюстрированной монографии, вышедшей в издательстве «Советский художник» в Москве (1982 г., тираж 20000 экз.). Её имя вошло в ряд энциклопедий: «Искусство стран и народов мира», «Шамиль», «2000 лет христианству».
Манаба Магомедова — автор книг «Я — кубачинка», «По следам традиций», «Узоры жизни», «Резец златокузнеца», о ней сняты документальные фильмы «Я — кубачинка» (Северокавказское ТВ), «Монолог» (РГВК «Дагестан»).

## Оценки творчества
Образ Манабы Магомедовой — образ женщины-художника, женщины с богатейшим внутренним миром, со своим особым взглядом на этот мир. Она по-прежнему очень нужна Дагестану. Да, мы сегодня живем в XXI веке, но пример личности Манабы по-прежнему чрезвычайно важен в нашей жизни. — Министр по национальной политике РД Татьяна Гамалей

## Мемуары
Магомедова М. О. 'Узоры жизни' — Москва: Советская Россия, 1974 — с.112, ил 

## Личная жизнь
Муж — Кадыр Изабакаров
старшая дочь — Бахмулаева Зейнаб
младшая дочь — заслуженный художник Дагестана Лейла Изабакарова